# Selenia kuhnei
Selenia kuhnei är en fjärilsart som beskrevs av Kulne 1908. Selenia kuhnei ingår i släktet Selenia och familjen mätare. Inga underarter finns listade.